# VK Đakovo
Vaterpolo klub "Đakovo" (VK Đakovo; Đakovo) je muški vaterpolski klub iz Đakova, Osječko-baranjska županija. 
 Klupsko sjedište je na adresi Zvečaj I. 9, Đakovo. 

## O klubu
U Đakovu je 1952. godine otvoren bazen dimenzija 50*22 m, te smatran za jedan od najljepših u Slavoniji. Ubrzo se javila potreba za osnivanjem plivačkog i vaterpolskog kluba. Vaterpolski klub u Đakovu je djelovao od 1953. do početka 1970.-ih pod različitim imenima i u okviru različitih športskih društava ("Mladost", "ĐŠK", "Jedinstvo"). Sljedećih desetljeća se bezuspješno pokušavala obnoviti vaterpolska aktivnost ili osnovati klub. 
 
Konačno je u svibnju 2011. godine osnovan VK "Đakovo", koji je ubrzo registriran kao udruga i primljen u članstvo Hrvatskog vaterpolskog saveza. Seniorska momčad se natječe u 3. HVL - skupina Slavonija. 

## Unutrašnje poveznice
- Đakovo
- SD Jedinstvo Đakovo (vaterpolo)

## Vanjske poveznice
- vk-djakovo.hr, službene stranice  Arhivirana inačica izvorne stranice od 8. kolovoza 2018. (Wayback Machine)
- Vaterpolo klub Đakovo, facebook stranica
- hvs.hr, Đakovo[neaktivna poveznica]
- hvs.hr (stare stranice), Đakovo[neaktivna poveznica]
- sportilus.com, VATERPOLO KLUB ĐAKOVO